# عبدالله‌آباد بالا
عبدالله‌آباد بالا یا عبدل‌آباد یکی از روستاهای شهرستان سرخه در استان سمنان است. این روستا در ۷۰ کیلومتری غرب شهر سمنان (۵۰ کیلومتری غرب سرخه) در مسیر جاده سمنان-گرمسار و در دهستان لاسگرد واقع است. بر پایه سرشماری سال ۱۳۸۵ جمعیت عبدالله‌آباد بالا برابر با ۳۴ نفر (۲۰ خانوار) بوده است. روستای عبدالله آباد در دامنه‌های جنوبی رشته‌کوه‌های البرز جای دارد.
تعداد زیادی از اهالی روستا در سال‌های اخیر به دلیل نداشتن منبع درآمد کافی، نداشتن امکانات آموزشی وبهداشتی نداشتن گاز وتلفن وامکانات حداقلی به شهرهای سمنان و گرمسار سرخه یا روستاهای دیگر مهاجرت کرده‌اند. بیشتر اهالی دارای نام خانوادگی «رهایی-رهائی» هستند و به جز ساکنان فعلی، تعداد بسیاری از آنها به حرفهٔ گچ بری وسفیدکاری ساختمان اشتغال دارند. عبدل آباد به دلیل واقع شدن در میان کوه‌های جنوبی البرز، از آب و هوای مطلوبی برخوردار است(ییلاقی و میانبند)650 هکتارکه600 هکتار ان قابل تعلیف است و شامل مراتع اکبر تخت,برک کوچک,گوله,خردره,مرچشمه و گونا ,سلواری و رامه دره ,سرخ چشمه و خشک تنگه ,کمر رنده و وررو و سرطاق میباشد حدود15 هزار هکتاراز محدوده جغرافیایی روستا را مراتع ییلاقی تشکیل میدهد.
منابع ابی : رودخانه های دائمی ادلوا ,برجینه و طاق بستانک
رودخانه های فصلی لوار ,دربندو,ناردره و دربجین دره
پوشش گیاهی استپ کوهی مانند:زرشک,باریجه,کما,انغوز بنه و...
گونه های قالب:درختچه های جنگلی شامل ولیک ,اورس ,بنه,زرشک وحشی,شیرخشت,ون وشک,کیکک,انجیرکوهی,انار کوهی,بادام کوهی و... و پوشش گیاهی منطقه شامل : درمنه,اویشن,باریجه,کتیرا,انواع گون,گرامینه ها ,سیرکوهی,پیازچه,کما,پونه,گل گاو زبان و ...است
کشاورزی در روستا کاشت جو و گندم و یونجه و ماش میباشد که جای خود رو به باغداری در چندسال اخیر داده که ازجمله محصولات ان زردالو البالو سیب گیلاس و به میباشد ارتفاعات ییلاقی زیستگاه قوچ ومیش وحشی کل و بز پلنگ گرگ و در مراتع مشرف به کویر زیستگاه اهو میباشد که جمعیت ان رو به کاهش میباشد که این امر مستلزم فرهنگ سازی و همکاری ساکنین با سازمان حفاظت محیط زیست میباشد یکی از منابع معدنی باخلوص98 درصد گچ میباشد که درحال حاضر دومعدن فعال در مجاورت روستا میباشد از جمله مواد معدنی گوگرد. سیلیس. باریت.سنگ و سنگ لاشه واب معدنی در سه کیلومتری شمال روستا بوده که منجر به بالا رفتن سختی اب رودخانه گردیده است.

## عبدالله‌آباد پایین
در۳۸ کیلومتری غرب سرخه و در مسیر جاده سرخه-تهران، در سمت راست جاده، روستایی غیرمسکونی و مخروبه شامل اب انبار جنب جنوبی قلعه و زمین های بایر که سابقه کشت و زرع در ان محسوس است  به نام عبدالله‌آباد پایین قرار دارد.که یکی از ایستگاه های نجوم با الودگی نوری پائین است.در حال حاضر ضلع شمالی روستا به یک شهرک صنعتی کوچک شامل چند کارخانه گچ و خوراک دام و سنگ شکن تبدیل شده است ادامه جاده کنار این روستای متروکه به سمت شمال و پس از طی ۱۲ کیلومتر به روستای عبدالله‌آباد بالا می‌رسد.